# Spårlöst
Spårlöst är en svensk dokumentärserie på TV4, där TV4 hjälper ett antal människor att hitta sina biologiska föräldrar eller andra anhöriga som de tappat kontakten med. 

## Historia
Bakgrunden till serien Spårlöst är en föregångsserie, som sedan år 2000 sändes i TV3 under namnet Spårlöst försvunnen  med Birgitte Söndergaard som programledare. År 2003 tog TV4 över programformatet under namnet Saknad, med Agneta Sjödin som programledare.
År 2008 startade så TV4 en ny omgång under namnet Spårlöst. Första säsongen hade premiär den 3 april 2008 och programledarna var Linda Isacsson, Agneta Sjödin och Tilde de Paula. Under andra och tredje säsongen som sändes under våren 2009 och 2010 var Ulrika Eriksson och Hans Fahlén programledare. En fjärde säsong sändes under våren 2011 med Ulrika Eriksson, Jessica Almenäs, Hans Fahlén och Tilde de Paula som programledare. I den femte säsongen var Hans Fahlén tillsammans med de nya programledarna Hanna Hedlund och Elisabet Bellman. Från den femte säsongen började programmet sändas i Sjuan istället för TV4. I den sjätte säsongen var Fahlén programledare tillsammans med Kristin Kaspersen och Jenny Alversjö. I den åttonde säsongen ersattes Kristin Kaspersen av Anna Brolin.

## Säsongsinformation
| Säsong           | Sändningsdatum                | Sändningsdag och tid  | Antal avsnitt | Programledare                                                    |
| ---------------- | ----------------------------- | --------------------- | ------------- | ---------------------------------------------------------------- |
| Säsong 1 (2008)  | 3 april - 29 maj 2008         | Torsdagar 20.00-21.00 | 8             | Linda Isacsson, Agneta Sjödin och Tilde de Paula                 |
| Säsong 2 (2009)  | 9 mars - 18 maj 2009          | Måndagar 21.00-22.00  | 10            | Ulrika Eriksson och Hans Fahlén                                  |
| Säsong 3 (2010)  | 11 januari - 3 maj 2010       | Måndagar 21.00-22.00  | 11 + 11       | Ulrika Eriksson och Hans Fahlén                                  |
| Säsong 4 (2011)  | 3 januari - 28 februari 2011  | Måndagar 21.00-22.00  | 8             | Ulrika Eriksson, Jessica Almenäs, Hans Fahlén och Tilde de Paula |
| Säsong 5 (2012)  | 22 januari - 11 mars 2012     | Söndagar 21.00-22.00  | 8             | Hanna Hedlund, Hans Fahlén och Elisabet Bellman                  |
| Säsong 6 (2012)  | 26 augusti - 14 oktober 2012  | Söndagar 21.00-22.00  | 8             | Jenny Alversjö, Hans Fahlén och Kristin Kaspersen                |
| Säsong 7 (2013)  | 20 januari - 10 mars 2013     | Söndagar 21.00-22.00  | 8             | Anna Brolin, Jenny Alversjö och Hans Fahlén                      |
| Säsong 8 (2013)  | 8 september - 27 oktober 2013 | Söndagar 21.00-22.00  | 8             | Kristin Kaspersen, Hanna Hedlund och Hans Fahlén                 |
| Säsong 9 (2014)  | 19 januari - 9 mars 2014      | Söndagar 21.00-22.00  | 8             | Anna Brolin, Hanna Hedlund och Hans Fahlén                       |
| Säsong 10 (2014) | 7 september - 26 oktober 2014 | Söndagar 21.00-22.00  | 8             | Anna Brolin, Hanna Hedlund och Hans Fahlén                       |
| Säsong 11 (2015) | 1 november - 20 december 2015 | Söndagar 21.00-22.00  | 8             | Anna Brolin, Hans Fahlén, Hanna Hedlund och Martin Melin         |
| Säsong 12 (2016) | 17 januari - 20 mars 2016     | Söndagar 21.00-22.00  | 10            | Maria Forsblom, Jenny Alversjö och Hans Fahlén                   |

1 Säsongen bestod av elva normalavsnitt plus ett extraavsnitt. I det tolfte
extraavsnittet –"Spårlöst - så gick det sen"– fick tittarna följa vad som hade hänt
med de olika huvudpersonerna efter det att respektive avsnitt hade spelats in.

### Topplista, antal sända avsnitt med respektive programledare
| Programledare     | Antal avsnitt          |
| ----------------- | ---------------------- |
| Hans Fahlén       | 42 avsnitt             |
| Ulrika Eriksson   | 15 + ett extraavsnitt1 |
| Tilde de Paula    | 5 avsnitt              |
| Hanna Hedlund     | 10 avsnitt             |
| Jenny Alversjö    | 8 avsnitt              |
| Kristin Kaspersen | 4 avsnitt              |
| Agneta Sjödin     | 3 avsnitt              |
| Elisabet Bellman  | 2 avsnitt              |
| Anna Brolin       | 14 avsnitt             |
| Linda Isacsson    | 1 avsnitt              |
| Jessica Almenäs   | 1 avsnitt              |
| Maria Forsblom    | 2 avsnitt              |
| Martin Melin      | 1 avsnitt              |

1 Ulrika Eriksson programledde även de extraavsnitt vid namn "Spårlöst - så gick det sen" som sändes den 3 maj 2010.

### Medverkande

#### Säsong 1 (2008)
| Nr | Huvudperson         | Programledare  | Land                   | Sändningsdatum |
| -- | ------------------- | -------------- | ---------------------- | -------------- |
| 1  | Emelie              | Linda Isacsson | Japan                  | 3 april 2008   |
| 2  | Anna-Karin, Filippa | Tilde de Paula | Chile                  | 10 april 2008  |
| 3  | Mikael              | Agneta Sjödin  | Thailand               | 17 april 2008  |
| 4  | Martha              | Agneta Sjödin  | Norge                  | 24 april 2008  |
| 5  | Anders              | Tilde de Paula | Thailand               | 8 maj 2008     |
| 6  | Wioletta            | Agneta Sjödin  | Polen                  | 15 maj 2008    |
| 7  | Nanie               | Tilde de Paula | Moçambique             | 22 maj 2008    |
| 8  | Anette              | Tilde de Paula | Danmark, Nederländerna | 29 maj 2008    |

#### Säsong 2 (2009)
| Nr | Huvudperson       | Programledare   | Land     | Sändningsdatum |
| -- | ----------------- | --------------- | -------- | -------------- |
| 1  | Maria, Beata      | Ulrika Eriksson | Polen    | 9 mars 2009    |
| 2  | Carmen            | Hans Fahlén     | Chile    | 16 mars 2009   |
| 3  | Nicole            | Ulrika Eriksson | USA      | 23 mars 2009   |
| 4  | Carl-Fredrik      | Hans Fahlén     | Tyskland | 30 mars 2009   |
| 5  | Sandro            | Ulrika Eriksson | Portugal | 6 april 2009   |
| 6  | Sofia             | Hans Fahlén     | Sydkorea | 20 april 2009  |
| 7  | Pernilla          | Ulrika Eriksson | Taiwan   | 27 april 2009  |
| 8  | Martina           | Hans Fahlén     | Colombia | 4 maj 2009     |
| 9  | Krisztián, Ildiko | Ulrika Eriksson | Ungern   | 11 maj 2009    |
| 10 | Peter             | Hans Fahlén     | USA      | 18 maj 2009    |

#### Säsong 3 (2010)
| Nr | Huvudperson                | Programledare   | Land          | Sändningsdatum   |
| -- | -------------------------- | --------------- | ------------- | ---------------- |
| 1  | Justina                    | Hans Fahlén     | Polen         | 11 januari 2010  |
| 2  | Monica                     | Ulrika Eriksson | Rumänien      | 18 januari 2010  |
| 3  | William, Oscar             | Hans Fahlén     | Colombia      | 25 januari 2010  |
| 4  | Magnus                     | Ulrika Eriksson | Thailand      | 1 februari 2010  |
| 5  | Ida                        | Ulrika Eriksson | Chile         | 8 februari 2010  |
| 6  | Viktor                     | Hans Fahlén     | Rumänien      | 15 februari 2010 |
| 7  | Sanna                      | Ulrika Eriksson | Sri Lanka     | 22 februari 2010 |
| 8  | Oksana                     | Ulrika Eriksson | Lettland      | 1 mars 2010      |
| 9  | Lina-Maria                 | Hans Fahlén     | USA           | 12 april 2010    |
| 10 | Annika                     | Ulrika Eriksson | Nederländerna | 19 april 2010    |
| 11 | Marlena                    | Hans Fahlén     | Serbien       | 26 april 2010    |
| 12 | Spårlöst - så gick det sen | Ulrika Eriksson | —             | 3 maj 2010       |

#### Säsong 4 (2011)
| Nr | Huvudperson | Programledare   | Land                | Sändningsdatum   |
| -- | ----------- | --------------- | ------------------- | ---------------- |
| 1  | Sabina      | Hans Fahlén     | Thailand            | 3 januari 2011   |
| 2  | Claudia     | Ulrika Eriksson | Portugal            | 10 januari 2011  |
| 3  | David       | Ulrika Eriksson | Bulgarien           | 24 januari 2011  |
| 4  | Oscar       | Tilde de Paula  | Peru                | 31 januari 2011  |
| 5  | Anna, Max   | Ulrika Eriksson | El Salvador         | 7 februari 2011  |
| 6  | Mariana     | Ulrika Eriksson | Sri Lanka           | 14 februari 2011 |
| 7  | Eilen       | Jessica Almenäs | Hongkong            | 21 februari 2011 |
| 8  | Pernilla    | Hans Fahlén     | Trinidad och Tobago | 28 februari 2011 |

#### Säsong 5 (2012)
| Nr | Huvudperson      | Programledare    | Land              | Sändningsdatum   |
| -- | ---------------- | ---------------- | ----------------- | ---------------- |
| 1  | Nathalie         | Hans Fahlén      | Colombia          | 22 januari 2012  |
| 2  | Viktor           | Hanna Hedlund    | Vietnam           | 29 januari 2012  |
| 3  | Marcus           | Hans Fahlén      | Sri Lanka         | 5 februari 2012  |
| 4  | Julija och Johan | Elisabet Bellman | Kroatien, Serbien | 12 februari 2012 |
| 5  | Elin             | Hans Fahlén      | Sydkorea          | 19 februari 2012 |
| 6  | Helena           | Hanna Hedlund    | Indonesien        | 26 februari 2012 |
| 7  | Dan              | Hans Fahlén      | Chile             | 4 mars 2012      |
| 8  | Angel            | Elisabet Bellman | Thailand          | 11 mars 2012     |

#### Säsong 6 (2012)
| Nr | Huvudperson    | Programledare     | Land                             | Sändningsdatum    |
| -- | -------------- | ----------------- | -------------------------------- | ----------------- |
| 1  | Anja           | Jenny Alversjö    | Rumänien, Spanien                | 26 augusti 2012   |
| 2  | Ellen, Rebecca | Hans Fahlén       | Sydkorea                         | 2 september 2012  |
| 3  | Sanna          | Hans Fahlén       | Bulgarien                        | 9 september 2012  |
| 4  | Anette         | Jenny Alversjö    | Colombia                         | 16 september 2012 |
| 5  | Angelica       | Kristin Kaspersen | Polen                            | 23 september 2012 |
| 6  | Daniel         | Hans Fahlén       | Sri Lanka, Förenade arabemiraten | 30 september 2012 |
| 7  | Leiyah         | Kristin Kaspersen | Brasilien                        | 7 oktober 2012    |
| 8  | Firginia       | Jenny Alversjö    | Nederländerna                    | 14 oktober 2012   |

#### Säsong 7 (2013)
| Nr | Huvudperson | Programledare  | Land      | Sändningsdatum   |
| -- | ----------- | -------------- | --------- | ---------------- |
| 1  | Martin      | Anna Brolin    | Colombia  | 20 januari 2013  |
| 2  | Kim         | Hans Fahlén    | Sydkorea  | 27 januari 2013  |
| 3  | Olivia      | Jenny Alversjö | Sri Lanka | 3 februari 2013  |
| 4  | Jane        | Hanna Hedlund  | Grekland  | 10 februari 2013 |
| 5  | Daniel      | Jenny Alversjö | Chile     | 17 februari 2013 |
| 6  | Johanna     | Hans Fahlén    | Vietnam   | 24 februari 2013 |
| 7  | Daniela     | Anna Brolin    | Rumänien  | 3 mars 2013      |
| 8  | Sabrina     | Hans Fahlén    | Kap Verde | 10 mars 2013     |

#### Säsong 8 (2013)
| Nr | Huvudperson | Programledare     | Land       | Sändningsdatum    |
| -- | ----------- | ----------------- | ---------- | ----------------- |
| 1  | Oscar       | Kristin Kaspersen | Rumänien   | 8 september 2013  |
| 2  | Fredrik     | Hanna Hedlund     | Indonesien | 15 september 2013 |
| 3  | Johanna     | Hans Fahlén       | Colombia   | 22 september 2013 |
| 4  | Henri       | Hans Fahlén       | Indonesien | 29 september 2013 |
| 5  | Christel    | Hans Fahlén       | Grekland   | 6 oktober 2013    |
| 6  | Richard     | Hans Fahlén       | Sri Lanka  | 13 oktober 2013   |
| 7  | Martin      | Kristin Kaspersen | Chile      | 20 oktober 2013   |
| 8  | Juliana     | Hanna Hedlund     | Colombia   | 27 oktober 2013   |

#### Säsong 9 (2014)
| Nr | Huvudperson | Programledare | Land       | Sändningsdatum   |
| -- | ----------- | ------------- | ---------- | ---------------- |
| 1  | Dimitri     | Hans Fahlén   | USA        | 19 januari 2014  |
| 2  | Sandra      | Hans Fahlén   | Grekland   | 26 januari 2014  |
| 3  | Amos        | Hanna Hedlund | Tanzania   | 2 februari 2014  |
| 4  | Jenny       | Hans Fahlén   | Sydkorea   | 9 februari 2014  |
| 5  | Yuli        | Anna Brolin   | Colombia   | 16 februari 2014 |
| 6  | Daniel      | Anna Brolin   | Indonesien | 23 februari 2014 |
| 7  | Charlotta   | Hans Fahlén   | Chile      | 2 mars 2014      |
| 8  | Daniel      | Hans Fahlén   | Sri Lanka  | 9 mars 2014      |

#### Säsong 10 (2014)
| Nr | Huvudperson    | Programledare | Land       | Sändningsdatum    |
| -- | -------------- | ------------- | ---------- | ----------------- |
| 1  | Jonas, (Sandi) | Hans Fahlén   | Australien | 7 september 2014  |
| 2  | Alexandra      | Anna Brolin   | Colombia   | 14 september 2014 |
| 3  | Manuel         | Anna Brolin   | Ecuador    | 21 september 2014 |
| 4  | Anna Maria     | Anna Brolin   | Indonesien | 28 september 2014 |
| 5  | Daniel         | Hans Fahlén   | Colombia   | 5 oktober 2014    |
| 6  | Tika           | Hanna Hedlund | Nepal      | 12 oktober 2014   |
| 7  | Sebastian      | Hans Fahlén   | Thailand   | 19 oktober 2014   |
| 8  | Dan            | Hanna Hedlund | Indonesien | 26 oktober 2014   |

#### Säsong 11 (2015)
| Nr | Huvudperson | Programledare | Land       | Sändningsdatum   |
| -- | ----------- | ------------- | ---------- | ---------------- |
| 1  | Tika        | Martin Melin  | Bolivia    | 1 november 2015  |
| 2  | Anna        | Anna Brolin   | Thailand   | 8 november 2015  |
| 3  | Patrik      | Hans Fahlén   | Grekland   | 15 november 2015 |
| 4  | Filip       | Hanna Hedlund | Rumänien   | 22 november 2015 |
| 5  | Hanna       | Hans Fahlén   | Chile      | 29 november 2015 |
| 6  | Emma        | Hanna Hedlund | Indonesien | 6 december 2015  |
| 7  | Patrik      | Hans Fahlén   | Sri Lanka  | 13 december 2015 |
| 8  | Johan       | Anna Brolin   | Colombia   | 20 december 2015 |

#### Säsong 12 (2016)
| Nr | Huvudperson        | Programledare  | Land       | Sändningsdatum   |
| -- | ------------------ | -------------- | ---------- | ---------------- |
| 1  | Maria              | Jenny Alversjö | Brasilien  | 17 januari 2016  |
| 2  | Therese            | Maria Forsblom | Sydkorea   | 24 januari 2016  |
| 3  | Ray                | Hans Fahlén    | USA        | 31 januari 2016  |
| 4  | Linda              | Maria Forsblom | Indonesien | 7 februari 2016  |
| 5  | Julia              | Jenny Alversjö | Bulgarien  | 14 februari 2016 |
| 6  | Maria              | Hans Fahlén    | Sri Lanka  | 21 februari 2016 |
| 7  | Linus              | Hans Fahlén    | Chile      | 28 februari 2016 |
| 8  | Henrik och Josefin | Hans Fahlén    | Brasilien  | 6 mars 2016      |
| 9  | Lars               | Jenny Alversjö | Sydkorea   | 13 mars 2016     |
| 10 | Victor             | Hans Fahlén    | Colombia   | 20 mars 2016     |

#### Säsong 13 (2016)
| Nr | Huvudperson     | Programledare                 | Land        | Sändningsdatum    |
| -- | --------------- | ----------------------------- | ----------- | ----------------- |
| 1  | William         | Jenny Alversjö                | Colombia    | 28 augusti 2016   |
| 2  | Isabella        | Agneta Sjödin och Hans Fahlén | Chile       | 4 september 2016  |
| 3  | Ulrica          | Hans Fahlén                   | Sydafrika   | 11 september 2016 |
| 4  | Lisa            | Hans Fahlén                   | Thailand    | 18 september 2016 |
| 5  | Maria           | Hans Fahlén                   | Colombia    | 25 september 2016 |
| 6  | Fanny           | Jenny Alversjö                | Frankrike   | 2 oktober 2016    |
| 7  | Jenny           | Agneta Sjödin                 | Chile       | 9 oktober 2016    |
| 8  | Madeline        | Hans Fahlén                   | Thailand    | 16 oktober 2016   |
| 9  | Daniel          | Jenny Alversjö                | Sydkorea    | 23 oktober 2016   |
| 10 | Jonat           | Hans Fahlén                   | Rumänien    | 30 oktober 2016   |
| 11 | Malin Arvidsson | Hans Fahlén                   | El Salvador | 6 november 2016   |
| 12 | Nebeyu Baheru   | Agneta Sjödin                 | Etiopien    | 13 november 2016  |
| 13 | Alice Svensson  | Agneta Sjödin                 | Vietnam     | 20 november 2016  |
| 14 | George Scott    | Agneta Sjödin                 | Liberia     | 27 november 2016  |

#### Säsong 14 (2017)
| Nr | Huvudperson | Programledare  | Land      | Sändningsdatum   |
| -- | ----------- | -------------- | --------- | ---------------- |
| 1  | Jeanette    | Hans Fahlén    | Brasilien | 15 januari 2017  |
| 2  | Jhonatan    | Hans Fahlén    | Colombia  | 22 januari 2017  |
| 3  | Maria       | Agneta Sjödin  | Brasilien | 29 januari 2017  |
| 4  | Sandra      | Jenny Alversjö | Sri Lanka | 5 februari 2017  |
| 5  | Anna-Karin  | Hans Fahlén    | Chile     | 12 februari 2017 |
| 6  | Emil        | Hans Fahlén    | Thailand  | 19 februari 2017 |
| 7  | Sofie       | Agneta Sjödin  | Sydkorea  | 26 februari 2017 |
| 8  | Fevzie      | Agneta Sjödin  | Bulgarien | 5 mars 2017      |
| 9  | Erik        | Jenny Alversjö | Sydkorea  | 12 mars 2017     |
| 10 | Madeleine   | Jenny Alversjö | Rumänien  | 19 mars 2017     |

#### Säsong 15 (2017)
| Nr | Huvudperson     | Programledare        | Land                    | Sändningsdatum    |
| -- | --------------- | -------------------- | ----------------------- | ----------------- |
| 1  | Cecilia         | Linda Lindorff       | Sri Lanka               | 27 augusti 2017   |
| 2  | Marina          | Hans Fahlén          | Colombia                | 3 september 2017  |
| 3  | Albin och Alina | Agneta Sjödin        | Rumänien                | 10 september 2017 |
| 4  | Andreas         | Rania Shemoun Olsson | Chile                   | 17 september 2017 |
| 5  | My              | Hans Fahlén          | Sydkorea                | 24 september 2017 |
| 6  | Rita            | Jenny Alversjö       | Brasilien               | 1 oktober 2017    |
| 7  | Robin           | Hans Fahlén          | Dominikanska Republiken | 8 oktober 2017    |
| 8  | Diego           | Hans Fahlén          | Colombia                | 15 oktober 2017   |
| 9  | Kristin         | Hans Fahlén          | Sydkorea                | 22 oktober 2017   |
| 10 | Simon           | Jenny Alversjö       | Indonesien              | 29 oktober 2017   |

#### Säsong 16 (2018)
| Nr | Huvudperson | Programledare        | Land       | Sändningsdatum    |
| -- | ----------- | -------------------- | ---------- | ----------------- |
| 1  | Daniel      | Hans Fahlén          | Colombia   | 26 augusti 2018   |
| 2  | Sandra      | Hans Fahlén          | Chile      | 2 september 2018  |
| 3  | Sophie      | Agneta Sjödin        | Taiwan     | 9 september 2018  |
| 4  | Susanne     | Hans Fahlén          | Indonesien | 16 september 2018 |
| 5  | Tatiana     | Lucette Rådström     | Brasilien  | 23 september 2018 |
| 6  | Sofia       | Hans Fahlén          | Sydkorea   | 30 september 2018 |
| 7  | David       | Rania Shemoun Olsson | Colombia   | 7 oktober 2018    |
| 8  | Daniel      | Hans Fahlén          | Bangladesh | 14 oktober 2018   |
| 9  | Daniel      | Lucette Rådström     | Tyskland   | 21 oktober 2018   |
| 10 | Pontus      | Hans Fahlén          | Polen      | 28 oktober 2018   |